# Sisters (film, 2015)
Pour les articles homonymes, voir Sisters.
Pour plus de détails, voir Fiche technique et Distribution.
Sisters ou Sœurs au Québec est une comédie américaine réalisée par Jason Moore, sortie en 2015.

## Synopsis
Les deux sœurs Ellis ont des vies bien différentes. Maura est un médecin reconnue mais bloquée dans sa vie monotone alors que Kate n'arrive jamais à garder un emploi. Cependant quand Maura apprend que ses parents vont vendre la maison où sa sœur et elle ont grandi, elle décide de partir à Orlando pour les raisonner mais c'est trop tard quand elle arrive là-bas avec sa sœur la maison est déjà vendue et ses parents partis dans une maison de retraite appelée Village au soleil. Pour se venger de cette décision qui leur semble précipitée et en se remémorant les souvenirs des fêtes mémorables elles décident de refaire une de leurs fameuses Ellis Island Party. Entre la rencontre du voisin mignon et la préparation de cette fête les deux sœurs se sentent à nouveau jeunes et oublient leur problème le temps d'une fête qui va mal tourner...

## Fiche technique
- Titre : Sisters
- Titre québécois : Sœurs
- Réalisation : Jason Moore
- Scénario : Paula Pell
- Musique : Christophe Beck
- Montage : Lee Haxall
- Photographie : Barry Peterson
- Décors : Richard Hoover et Stéphanie Q. Bowen
- Costumes : Susan Lyall
- Producteur : Tina Fey, Jay Roach et John S. Lyons
  - Coproducteur : Brian Bell
  - Producteur délégué : Amy Poehler, Brian Bell et Jeff Richmond
  - Producteur associé : Betsy Rosenbloom
- Production : Little Stranger
- Distribution : Universal Pictures
- Pays de production :  États-Unis
- Durée : 118 minutes
- Genre : Comédie
- Dates de sortie :
  - Royaume-Uni et Irlande : 12 décembre 2015
  - Canada et États-Unis : 18 décembre 2015
  - France : 11 mai 2016

## Distribution
- Amy Poehler (VF : Mélody Dubos ; VQ : Pascale Montreuil) : Maura Ellis
- Tina Fey (VF : Karine Texier ; VQ : Mélanie Laberge) : Kate Ellis
- Maya Rudolph (VF : Barbara Delsol ; VQ : Isabelle Leyrolles) : Brinda
- Ike Barinholtz (VF : Laurent Maurel ; VQ : Martin Desgagné) : James
- James Brolin (VF : Igor de Savitch ; VQ : Jean-Luc Montminy) : Bucky Ellis
- Dianne Wiest (VF : Catherine Hubeau ; VQ : Claudine Chatel) : Deanna Ellis
- John Cena (VF : Raphaël Cohen ; VQ : Frédérik Zacharek) : Pazuzu
- John Leguizamo (VF : Emmanuel Karsen ; VQ : Antoine Durand) : Dave
- Bobby Moynihan (VF : Philippe Bozo ; VQ : Olivier Visentin) : Alex
- Greta Lee (VF : Geneviève Doang ; VQ : Sarah-Jeanne Labrosse) : Hae-won
- Madison Davenport (VQ : Célia Gouin-Arsenault) : Haley
- Rachel Dratch (VQ : Manon Leblanc) : Kelly
- Santino Fontana (VQ : Nicolas Charbonneaux-Collombet) : M. Geernt
- Britt Lower (VQ : Geneviève Désilets) : Mrs. Geernt
- Samantha Bee (VQ : Aline Pinsonneault) : Liz
- Matt Oberg (VQ : Renaud Paradis) : Bob
- Kate McKinnon : Sam
- Jon Glaser : Dan
- Renée Elise Goldsberry : Kim
- Chris Parnell : Phil
- Paula Pell : Dana
- Dan Byrd : Patrick Campbell
- Brian d'Arcy James : Jerry
- Adrian Martinez : Officier Harris
- Heather Matarazzo : Denny
- Ann Harada : Jean
- Emily Tarver : Brayla

Sources et légende : Version française (VF) sur Symphonia Films